# Leptotyphlops maximus
Leptotyphlops maximus är en kräldjursart som beskrevs av  Arthur Loveridge 1932. Leptotyphlops maximus ingår i släktet Leptotyphlops och familjen Leptotyphlopidae. Inga underarter finns listade i Catalogue of Life.